# Wrocław Główny–Szczecin Główny
Wrocław Główny-Szczecin Główny (Linia nadodrzańska, Magistrala nadodrzańska, Nadodrzanka) er en jernbane mellem Wrocław (voivodskabet Nedre Schlesien) og Szczecin (voivodskabet Vestpommern) i Polen. På strækningen kører lokal-, regional- og fjerntrafik.
Banen løber fra Wrocław over Brzeg Dolny, Wołów, Głogów, Nowa Sól, Zielona Góra, Kostrzyn nad Odrą og Gryfino til Szczecin. Den blev åbnet i flere etaper, og den nuværende strækning blev afsluttet i 1877. Strækningen blev elektrificeret fra 1979 til 1985.

## Rejsetid
a) mellem Wrocław Główny og Głogów (99 km):
| - 1944/45: 2:35 h - 1948: parte fermita - 1951/52: 2:15 h - 1967/68: 2:25 h - 1983/84: 1:55 h | - 1989/90: 1:50 h - 1995/96: 1:45 h - 2002: 2:25 h - 2007: 2:25 h - 2014: 2:00 h |

b) mellem Głogów og Zielona Góra (54 km):
| - 1944/45: 1:10 h - 1948: 1:25 h - 1951/52: 1:15 h - 1967/68: 1:15 h - 1983/84: 1:20 h | - 1989/90: 1:00 h - 1995/96: 0:55 h - 2002: 1:00 h - 2007: 1:15 h - 2010: 1:25 h |

c) mellem Zielona Góra og Kostrzyn (102 km):
| - 1944/45: 2:45 h - 1948: - - 1951/52: 2:40 h - 1967/68: 2:20 h - 1983/84: 2:30 h | - 1989/90: 1:55 h - 1995/96: 1:55 h - 2002: 2:05 h - 2007: 2:20 h |

d) mellem Kostrzyn og Szczecin Główny (100 km):
| - 1944/4: 2:40 h - 1948: 2:55 h (til Szcz. Dąbie) - 1951/52: 2:25 h (til Szcz. Dąbie) - 1967/68: 2:25 h - 1983/84: 2:20 h | - 1989/90: 2:05 h - 1995/96: 1:55 h - 2002: 2:15 h - 2007: 2:00 h |

## Stationer før anden verdenskrig
| - Breslau Hauptbahnhof → Wrocław Główny - Breslau Freiburger Bahnhof → Wrocław Świebodzki - Breslau Mochbern → Wrocław Muchobór - Breslau Schmiedefeld → Wrocław Kuźniki - Breslau Herrnprotsch → Wrocław Pracze - Klein Bresa → Brzezinka Średzka - Kniegnitz → Księginice - Dyhernfurth → Brzeg Dolny - Loßwitz → Łososiowice - Wohlau → Wołów - Kunzendorf (Oder) → Małowice Wołowskie - Steinau (Oder) → Ścinawa - Kulmikau → Chełmek Wołowski - Raudten Stadt → Rudna Miasto - Raudten-Queissen → Rudna Gwizdanów - Lindenbach (Kreidelwitz) → Krzydłowice - Gramschütz (Kr. Glogau) → Grębocice - Schwarztal (Schrepau) → Krzepów - Glogau → Głogów - Fröbel → Wróblin Głogowski - Brieg (Kr. Glogau) → Brzeg Głogowski - Alteichen (wcześniej: Klein Tschirne) → Czerna - Beuthen (Bz. Liegnitz) → Bytom Odrzański - Neusalz (Oder) → Nowa Sól - Nittritz → Niedoradz - Altkessel → Stary Kisielin - Grünberg (Schlesien) → Zielona Góra - Schertendorf → Przylep - Rothenburg (Oder) → Czerwieńsk - Straßburg (Oder) → Nietkowice - Rädnitz → Radnica | - Beutnitz (Mark) → Bytnica - Baudach (Mark) → Budachów - Pleiskehammer → Pliszka - Groß Gandern → Gądków Wielki - Hermania → Jerzmanice Lubuskie - Reppen → Rzepin - Drenzig → Drzeńsko - Kohlow → Kowalów - Groß Rade → Radów - Lässig → Laski Lubuskie - Göritz (Oder) → Górzyca - Göritz Bruch Güterbahnhof → Ługi Górzyckie - Kietzerbusch → Chyrzyno - Küstrin Neustadt Hauptbahnhof → Kostrzyn - Neumühl Kutzdorf → Namyślin - Fürstenfelde (Neumark) → Boleszkowice - Bärwalde (Neumark) → Mieszkowice - Bellin → Bielin - Vietnitz (Neumark) → Witnica Chojeńska - Jädickendorf → Godków - Königsberg (Neumark) → Chojna - Uchtdorf → Lisie Pole - Kehrberg → Krzywin Gryfiński - Wilhelmsfelde-Fiddichow → Widuchowa - Pakulent → Pacholęta - Neu Zarnow → Nowe Czarnowo - Greifenhagen → Gryfino - Wintersfelde → Czepino - Ferdinandstein → Daleszewo Gryfińskie - Klütz → Szczecin Klucz - Podejuch → Szczecin Podjuchy - Stettin Breslauer Bahnhof → Szczecin Dworzec Wrocławski - Stettin Hauptbahnhof (Stettin Berliner Bahnhof) → Szczecin Główny |